# Jacques Bergerac
Jacques Gilbert Henri Bergerac (Biarritz, 26 maggio 1927 – Anglet, 15 giugno 2014) è stato un attore francese.

## Biografia
Inizialmente avvocato, Bergerac fece il suo debutto cinematografico nel film Trafficanti d'oro (1954), girato in Europa, sul set del quale egli conobbe l'attrice americana Ginger Rogers, che sposò il 7 febbraio 1953. In seguito interpretò il ruolo di Armand Duval in una rappresentazione televisiva di Camille realizzata per lo show antologico Kraft Television Theatre (1954), al fianco di Signe Hasso.
Interpretò quindi il ruolo del Conte di Provenza nel film Maria Antonietta, regina di Francia (1956) di Jean Delannoy, accanto a Michèle Morgan. In L'ora del delitto (1956) lavorò a fianco di Edmund Purdom e Ida Lupino, mentre in Les Girls (1957), apparve come coprotagonista maschile di Kay Kendall e Mitzi Gaynor, in quella che è considerata una delle sue migliori interpretazioni. Nello stesso anno gli fu assegnato un Golden Globe come migliore attore straniero debuttante.
Alto, bruno, affascinante, Bergerac rappresentò il prototipo del "french lover", incarnando personaggi di raffinato seduttore. Dopo essere apparso in un altro musical, Gigi (1958) di Vincente Minnelli, recitò nel western Lampi nel sole (1959) e, nella sua qualità di originario dei Paesi Baschi, diede un certo tocco di autenticità alla vicenda, incentrata sulle avventure di una comunità di Baschi emigrati in California nel XIX secolo. Fu anche autore della canzone Mon Petit, suonata durante il film.
Divorziato nel 1958 da Ginger Rogers, nel 1959 si risposò a Hong Kong con l'attrice Dorothy Malone, da cui ebbe due figlie, Mimì e Diane. Anche questo matrimonio terminò con un divorzio nel 1964. Successivamente comparve in pochi altri film, tra cui l'horror L'occhio ipnotico (1960) e La congiuntura (1964), e produzioni televisive come Alfred Hitchcock presenta, negli episodi Safe Conduct (1955), The Legacy (1956), e Return of the Hero (1958), Indirizzo permanente (1959-1963), The Dick Van Dyke Show (1963), Batman (1967), nel ruolo di French Freddy, Lucy Show (1967), e fu il presentatore dello show televisivo Paris à la Mode.
La sua ultima apparizione fu nel Doris Day Show (1969), dopodiché abbandonò il mondo dello spettacolo e diventò il direttore degli uffici della Revlon di Parigi. Suo fratello minore Michel Bergerac divenne amministratore delegato della Revlon sei anni dopo.

## Filmografia

### Cinema
- Trafficanti d'oro (Beautiful Stranger), regia di David Miller (1954)
- Maria Antonietta, regina di Francia (Marie-Antoinette reine de France), regia di Jean Delannoy (1956)
- L'ora del delitto (Strange Intruder), regia di Irving Rapper (1956)
- Les Girls, regia di George Cukor (1957)
- Un Homme se penche sur son passé, regia di Willy Rozier (1958)
- Gigi, regia di Vincente Minnelli (1958)
- Lampi nel sole (Thunder in the Sun), regia di Russell Rouse (1959)
- L'occhio ipnotico (The Hypnotic Eye), regia di George Blair (1960)
- Fear No More, regia di Bernard Wiesen (1961])
- L'ira di Achille, regia di Marino Girolami (1962)
- I guai di papà (A Global Affair), regia di Jack Arnold (1964)
- La congiuntura, regia di Ettore Scola (1964)
- Taffy and the Jungle Hunter, regia di Terry O. Morse (1965)
- Missione speciale Lady Chaplin, regia di Alberto De Martino e Sergio Grieco (1966)
- Unkissed Bride, regia di Jack H. Harris (1966)

### Televisione
- Kraft Television Theatre – serie TV, 1 episodio (1954)
- The Millionaire – serie TV, 1 episodio (1956)
- Playhouse 90 – serie TV, 1 episodio (1956)
- Climax! – serie TV, episodio 3x18 (1957)
- Alfred Hitchcock presenta (Alfred Hitchcock Presents) – serie TV, 3 episodi (1956-1958)
- Matinee Theatre – serie TV, 1 episodio (1958)
- Studio One – serie TV, 1 episodio (1958)
- The Gale Storm Show: Oh Susanna! – serie TV, 1 episodio (1958)
- David Niven Show (The David Niven Show) – serie TV, episodio 1x07 (1959)
- General Electric Theater – serie TV, 2 episodi (1957-1962)
- The Dick Van Dyke Show – serie TV, 1 episodio (1963)
- Indirizzo permanente (77 Sunset Strip) – serie TV, 4 episodi (1959-1963)
- Perry Mason – serie TV, episodio 7x19 (1964)
- Polvere di stelle (Bob Hope Presents the Chrysler Theatre) – serie TV, 1 episodio (1965)
- The Beverly Hillbillies – serie TV, 1 episodio (1967)
- The Lucy Show – serie TV, 1 episodio (1967)
- Daniel Boone – serie TV, 1 episodio (1967)
- Get Smart – serie TV, 1 episodio (1968)
- Batman – serie TV, 2 episodi (1967-1968)
- I giorni di Bryan (Run for Your Life) – serie TV, 2 episodi (1965-1968)
- The Doris Day Show – serie TV, 1 episodio (1969)

## Doppiatori italiani
Nelle versioni italiane dei suoi film, Jacques Bergerac è stato doppiato da:
- Pino Locchi in La congiuntura, Lampi nel sole, L'occhio ipnotico
- Giuseppe Rinaldi in Trafficanti d'oro, Missione speciale Lady Chaplin, L'ira di Achille
- Cesare Barbetti in Gigi
- Mario Colli in Les Girls